# Listrodromus berndi
Listrodromus berndi är en stekelart som beskrevs av Heinrich 1975. Listrodromus berndi ingår i släktet Listrodromus och familjen brokparasitsteklar. Inga underarter finns listade i Catalogue of Life.